# Алван (певец)
Алекси Морван-Розью (фр. Alexis Morvan-Rosius; род. 17 марта 1993 года, Лорьян, Франция) — французский певец бретонского происхождения. Представитель Франции на конкурсе «Евровидение-2022» вместе трио с Ahez с песней «Fulenn».

## Биография
Алван начал продюсировать музыку в 2011 году, но четыре года спустя решил отказаться от своей карьеры, чтобы посвятить себя музыке. Затем он начал выпускать оригинальные синглы и ремиксы в следующем году. Кроме того, в 2016 году он выиграл музыкальный конкурс для начинающих художников «BPM Contest», что побудило его подписать контракт с лейблом Elektra Records France.
Алван был объявлен среди двенадцати артистов, которые примут участие в национальном отборе «Eurovision France, c'est vous qui décidez!», где он представил песню «Fulenn» совместно с женским трио Ahez. В итоге они стали победителями отбора, заняв первое место как среди жюри, так и среди зрительского голосования, став полноправными французскими представителями в Турине. Это вторая песня, исполненная на бретонском языке в истории конкурса после «Diwanit bugale» от Дан Ар Браз и l’Héritage des Celtes, представителей Франции на «Евровидение-1996».